# 11481 Znannya
11481 Znannya è un asteroide della fascia principale. Scoperto nel 1987, presenta un'orbita caratterizzata da un semiasse maggiore pari a 2,5741000 UA e da un'eccentricità di 0,0362905, inclinata di 6,65554° rispetto all'eclittica.